# Lycophotia umbra
Lycophotia umbra là một loài bướm đêm trong họ Noctuidae.